# Tinacrucis aquila
Tinacrucis aquila är en fjärilsart som beskrevs av August Busck 1914. Tinacrucis aquila ingår i släktet Tinacrucis och familjen vecklare. Inga underarter finns listade i Catalogue of Life.